# Noorwegen op de Olympische Zomerspelen 1996
Noorwegen nam deel aan de Olympische Zomerspelen 1996 in Atlanta, Verenigde Staten. De Noorse equipe won in totaal zeven medailles, waarvan twee gouden, twee zilver en drie bronzen.

## Medailleoverzicht
| Sport     | Olympiër | Discipline      | Medaille |
| --------- | --- | --------------- | -------- |
| Atletiek  | Vebjørn Rodal | 800m (m)        | Goud     |
| Kanovaren | Knut Holmann | K-1 1000m (m)   |          |
| Kanovaren | Knut Holmann | K-1 500m (m)    | Zilver   |
| Roeien    | Steffen Størseth Kjetil Undset | dubbel-twee (m) |          |
| Atletiek  | Trine Hattestad | speerwerpen (v) | Brons    |
| Voetbal   | Reidun Seth Tina Svensson Trine Tangeraas Marianne Pettersen Hege Riise Brit Sandaune Merete Myklebust Bente Nordby Nina Nymark Andersen Tone Gunn Frustol Tone Haugen Linda Medalen Ann Kristin Aarønes Agnete Carlsen Gro Espeseth | vrouwen         |          |
| Zeilen    | Peer Moberg | laser           |          |

## Resultaten en deelnemers per onderdeel

### Atletiek
| Olympiër           | Discipline             | Resultaat | Prestatie                                                                            |
| ------------------ | ---------------------- | --------- | ------------------------------------------------------------------------------------ |
| Geir Moen          | 200m (m)               | 15e       | serie 7: 4de in 20,78 kwartfinale 2: 2de in 20,48 halve finale 2: 8ste in 20,96      |
| Atle Douglas       | 800m (m)               | 42e       | serie 3: 5de in 1.48,60                                                              |
| Vebjørn Rodal      | 800m (m)               | Goud      | serie 1: 1ste in 1.45,30 halve finale 3: 3de in 1.43,96 finale: 1ste in 1.42,58 (OR) |
| Jim Svenøy         | 3000m steeplechase (m) | 42e       | serie 3: 7de in 8.31,30 halve finale 2: 4de in 8.19,79 finale: 8ste in 8.23,39       |
| Sigurd Njerve      | hink-stap-springen (m) | 30e       | kwalificatie groep B: 17de met 6,15m                                                 |
| Steinar Hoen       | hoogspringen (m)       | 5e        | kwalificatie groep A: 1ste met 2,28m finale: 5de met 2,32m                           |
| Svein-Inge Valvik  | discuswerpen (m)       | 21e       | kwalificatie groep A: 11de met 59,60m                                                |
| Pål Arne Fagernes  | speerwerpen (m)        | 13e       | kwalificatie groep A: 8ste met 79,78m                                                |
|                    |                        |           |                                                                                      |
| Lena Solli-Reimann | 110m horden (v)        | 30e       | serie 3: 5de in 13,13 kwartfinale 4: 8ste in 13,30                                   |
| Anita Håkenstad    | marathon (v)           | 48e       | 2:43.58                                                                              |
| Hanne Haugland     | hoogspringen (v)       | 8e        | kwalificatie groep B: 1ste met 1,93m finale: 8ste met 1,96m                          |
| Mette Bergmann     | discuswerpen (v)       | 8e        | kwalificatie groep B: 6de met 62,24m finale: 9de met 62,28m                          |
| Trine Hattestad    | speerwerpen (v)        | Brons     | kwalificatie groep A: 1ste met 64,52m finale: 3de met 64,98m                         |

### Boksen
| Olympiër     | Discipline | Resultaat | Prestatie                                                             |
| ------------ | ---------- | --------- | --------------------------------------------------------------------- |
| Jørn Johnson | -71kg (m)  | 9e        | 1ste ronde: W van JAM Black: 10-7 2de ronde: V van TUN Marmouri: 4-17 |

### Boogschieten
| Olympiër        | Discipline      | Resultaat | Prestatie |
| --------------- | --------------- | --------- | --- |
| Martinius Grov  | individueel (m) | 15e       | plaatsingsronde: 19de met 663 punten 1ste ronde: W van FRA Flute: 161-158 2de ronde: W van CHN Tang: 161-159 3de ronde: V van KOR Oh: 159-167 |
|                 |                 |           | |
| Wenche-Lin Hess | individueel (v) | 17e       | plaatsingsronde: 31ste met 636 punten 1ste ronde: W van KAZ Leonova: 154-148 2de ronde: V van CHN He: 163-163 (7-10)                          |

### Gewichtheffen
| Olympiër       | Discipline | Resultaat | Prestatie                                                   |
| -------------- | ---------- | --------- | ----------------------------------------------------------- |
| Stian Grimseth | +108kg (m) | 10e       | trekken: 9de met 180kg stoten: 11de met 220kg totaal: 400kg |

### Gymnastiek
| Olympiër         | Discipline               | Resultaat | Prestatie                              |
| ---------------- | ------------------------ | --------- | -------------------------------------- |
| Flemming Solberg | brug (m)                 | 84e       | kwalificatie: 84ste met 17,500 punten  |
| Flemming Solberg | paard voltige (m)        | 68e       | kwalificatie: 68ste met 18,400 punten  |
| Flemming Solberg | rekstok (m)              | 84e       | kwalificatie: 84ste met 18,550 punten  |
| Flemming Solberg | ringen (m)               | 91e       | kwalificatie: 91ste met 17,300 punten  |
| Flemming Solberg | sprong (m)               | 85e       | kwalificatie: 85ste met 18,275 punten  |
| Flemming Solberg | vloer (m)                | 85e       | kwalificatie: 92ste met 17,050 punten  |
| Flemming Solberg | individuele meerkamp (m) | 85e       | kwalificatie: 61ste met 105,900 punten |

### Handbal
| Olympiër | Discipline | Resultaat | Prestatie |
| --- | ---------- | --------- | --- |
| Mona Dahle Mette Davidsen Kristine Duvholt Ann-Cathrin Eriksen Susann Goksør-Bjerkrheim Kjersti Grini Trine Haltvik Sahra Hausmann Hege Kvitsand Tonje Larsen Annette Skotvoll Kari Solem Heidi Tjugum Kristine Moldestad Hilde Østbø | vrouwen    | 4e        | groep A: 2de W van Angola: 30-18 W van Duitsland: 28-23 V van Zuid-Korea: 21-25 halve finale: V van Denemarken: 23-19 bronzen finale: V van Hongarije: 18-20 |

| Groep A |            |             |             |             |             |            |            |            |        |
| #       | Land       | Wedstrijden | Wedstrijden | Wedstrijden | Wedstrijden | Doelpunten | Doelpunten | Doelpunten | Punten |
| #       | Land       | G           | W           | G           | V           | V          | T          | Saldo      | Punten |
| 1       | Zuid-Korea | 3           | 3           | 0           | 0           | 83         | 60         | +23        | 6      |
| 2       | Noorwegen  | 3           | 2           | 0           | 1           | 79         | 66         | +13        | 4      |
| 3       | Duitsland  | 3           | 1           | 0           | 2           | 70         | 73         | -3         | 2      |
| 4       | Angola     | 3           | 0           | 0           | 3           | 49         | 82         | -23        | 0      |

| Ronde          | Datum   | Plaats     | Land  | Score     | Land |
| -------------- | ------- | ---------- | ----- | --------- | ---- |
| Groepsfase     |         |            |       |           |      |
| 26 juli        | Atlanta | Noorwegen  | 30-18 | Angola    |      |
| 28 juli        | Atlanta | Duitsland  | 23-28 | Noorwegen |      |
| 30 juli        | Atlanta | Zuid-Korea | 25-21 | Noorwegen |      |
| Halve finale   |         |            |       |           |      |
| 1 augustus     | Atlanta | Denemarken | 23-19 | Noorwegen |      |
| Bronzen finale |         |            |       |           |      |
| 3 augustus     | Atlanta | Noorwegen  | 18-20 | Hongarije |      |

### Kanovaren
| Olympiër                                             | Discipline    | Resultaat | Prestatie                                                                          |
| ---------------------------------------------------- | ------------- | --------- | ---------------------------------------------------------------------------------- |
| Knut Holmann                                         | K-1 500m (m)  | Zilver    | serie 2: 1ste in 1.41,624 halve finale 1: 2de in 1.39,929 finale: 2de in 1.38,339  |
| Knut Holmann                                         | K-1 1000m (m) | Goud      | serie 2: 1ste in 3.45,192 halve finale 1: 2de in 3.41,635 finale: 1ste in 3.25,785 |
| Morten Ivarsen Mattis Næss Thomas Roander Tom Selvik | K-1 500m (m)  | 11e       | serie 2: 7de in 3.17,021 halve finale 2: 4de in 3.03,870                           |

### Roeien
| Olympiër                                                        | Discipline             | Resultaat | Prestatie |
| --------------------------------------------------------------- | ---------------------- | --------- | --- |
| Fredrik Bekken                                                  | skiff (m)              | 6e        | serie 4: 2de in 7.39,36 herkansingen: 1ste in 7.47,31 halve finale 1: 3de in 7.19,92 finale: 6de in 6.59,51     |
| Tor Albert Ersdal Magne Kvalvik                                 | lichte dubbel-twee (m) | 14e       | serie 3: 3de in 6.57,37 herkansingen: 4de in 6.26,68 halve finale C/D: 1ste in 6.36,30 finale C: 2de in 6.55,35 |
| Steffen Størseth Kjetil Undset                                  | dubbel-twee (m)        | Zilver    | serie 1: 1ste in 6.43,35 halve finale 1: 2de in 6.40,15 finale: 2de in 6.18,42                                  |
| Morten Bergesen Odd-Even Bustnes Halvor Sannes Lande Olaf Tufte | vier-zonder (m)        | 8e        | serie 1: 3de in 6.19,79 halve finale 1: 5de in 6.15,17 finale B: 2de in 5.55,19                                 |
|                                                                 |                        |           | |
| Kristine Bjerknes Kristine Klaveness                            | dubbel-twee (v)        | 7e        | serie 3: 4de in 7.30,32 herkansingen: 1ste in 7.43,75 halve finale 2: 4de in 7.26,24 finale B: 1ste in 6.53,31  |

### Schietsport
| Olympiër             | Discipline                 | Resultaat | Prestatie                                                                          |
| -------------------- | -------------------------- | --------- | ---------------------------------------------------------------------------------- |
| Nils Petter Håkedal  | 10m luchtgeweer (m)        | 9e        | kwalificatie: 9de met 591 punten (99-99-100-98-98-97)                              |
| Leif Steinar Rolland | 10m luchtgeweer (m)        | 5e        | kwalificatie: 4de met 591 punten (98-98-100-99-97-99) finale: 5de met 692,5 punten |
| Nils Petter Håkedal  | 50m geweer 3 houdingen (m) | 28e       | kwalificatie: 28ste met 1158 punten (398-377-383)                                  |
| Harald Stenvaag      | 50m geweer 3 houdingen (m) | 41e       | kwalificatie: 41ste met 1153 punten (395-380-378)                                  |
| Nils Petter Håkedal  | 50m geweer liggend (m)     | 36e       | kwalificatie: 36ste met 591 punten (97-99-98-99-99-99)                             |
| Harald Stenvaag      | 50m geweer liggend (m)     | 30e       | kwalificatie: 30ste met 592 punten (100-99-98-99-98-98)                            |
| Pål Hembre           | 50m pistool (m)            | 40e       | kwalificatie: 40ste met 542 punten (95-85-95-88-88-91)                             |
| Pål Hembre           | 10m luchtpistool (m)       | 26e       | kwalificatie: 26ste met 575 punten (96-94-97-96-95-97)                             |
| Harald Jensen        | skeet (m)                  | 26e       | kwalificatie: 26ste met 118 punten (24-24-24-23-23)                                |
|                      |                            |           |                                                                                    |
| Lindy Hansen         | 10m luchtgeweer (v)        | 25e       | kwalificatie: 25ste met 389 punten (100-96-95-98)                                  |
| Hanne Vataker        | 10m luchtgeweer (v)        | 44e       | kwalificatie: 44ste met 381 punten (93-94-98-96)                                   |
| Lindy Hansen         | 50m geweer 3 houdingen (v) | 12e       | kwalificatie: 12de met 578 punten (197-191-190)                                    |
| Hanne Vataker        | 50m geweer 3 houdingen (v) | 34e       | kwalificatie: 34ste met 566 punten (195-185-186)                                   |

### Tennis
| Olympiër       | Discipline    | Resultaat | Prestatie |
| -------------- | ------------- | --------- | --- |
| Christian Ruud | enkelspel (m) | 9e        | 1ste ronde: W van MEX Hernández: 6-3, 2-6, 8-6 2de ronde: W van RSA Ondruska: 7-6(6), 7-6(1) 3de ronde: V van RUS Olchovski: 4-6, 3-6 |

### Voetbal
| Olympiër | Discipline | Resultaat | Prestatie |
| --- | ---------- | --------- | --- |
| Reidun Seth Tina Svensson Trine Tangeraas Marianne Pettersen Hege Riise Brit Sandaune Merete Myklebust Bente Nordby Nina Nymark Andersen Tone Gunn Frustol Tone Haugen Linda Medalen Ann Kristin Aarønes Agnete Carlsen Gro Espeseth | vrouwen    | Brons     | groep F: 1ste G van Brazilië: 2-2 W van Duitsland: 3-2 W van Japan: 4-0 halve finale: V van Verenigde Staten: 1-2 finale: W van Brazilië: 2-0 |

| Groep F |           |             |             |             |             |            |            |            |        |
| #       | Land      | Wedstrijden | Wedstrijden | Wedstrijden | Wedstrijden | Doelpunten | Doelpunten | Doelpunten | Punten |
| #       | Land      | G           | W           | G           | V           | V          | T          | Saldo      | Punten |
| 1       | Noorwegen | 3           | 2           | 1           | 0           | 9          | 4          | +5         | 7      |
| 2       | Brazilië  | 3           | 1           | 2           | 0           | 5          | 3          | +2         | 5      |
| 3       | Duitsland | 3           | 1           | 1           | 1           | 6          | 6          | 0          | 4      |
| 4       | Japan     | 3           | 0           | 0           | 3           | 2          | 9          | -7         | 0      |

| Ronde          | Datum         | Plaats    | Land | Score            | Land |
| -------------- | ------------- | --------- | ---- | ---------------- | ---- |
| Groepsfase     |               |           |      |                  |      |
| 21 juli        | Washington DC | Noorwegen | 2-2  | Brazilië         |      |
| 23 juli        | Washington DC | Noorwegen | 3-2  | Duitsland        |      |
| 25 juli        | Washington DC | Noorwegen | 4-0  | Japan            |      |
| Halve finale   |               |           |      |                  |      |
| 28 juli        | Athens        | Noorwegen | 1-2  | Verenigde Staten |      |
| Bronzen finale |               |           |      |                  |      |
| 1 augustus     | Athens        | Brazilië  | 0-2  | Noorwegen        |      |

### Volleybal
| Olympiër                     | Discipline | Resultaat | Prestatie |
| Beach                        | Beach      | Beach     | Beach |
| ---------------------------- | ---------- | --------- | --- |
| Jan Kvalheim Bjørn Maaseide  | mannen     | 7e        | 1ste ronde: vrij 2de ronde: V van GER Ahmann/Hager: 16-17 herkansingen: W van EST Keel/Kreen: 15-2 herkansingen 2: W van ITA Ghiurghi/Grigolo: 11-7 herkansingen 3: W van BRA Lopes/Neto: 15-10 herkansingen 4: V van POR Brenha/Maia: 3-15 |
|                              |            |           | |
| Merita Berntsen Ragni Hestad | vrouwen    | 9e        | 1ste ronde: vrij 2de ronde: V van USA Fontana/Hanley: 4-15 herkansingen: W van ITA Solazzi/Turetta: 15-11 herkansingen 2: V van GER Bühler/Müsch: 9-15                                                                                      |

### Wielersport
| Olympiër             | Discipline                    | Resultaat | Prestatie                     |
| Baan                 | Baan                          | Baan      | Baan                          |
| -------------------- | ----------------------------- | --------- | ----------------------------- |
| May Britt Hartwell   | puntenkoers (v)               | DNF       | niet gefinisht                |
| May Britt Hartwell   | individuele achtervolging (v) | 9e        | kwalificatie: 9de in 3.43,824 |
| Mountainbike         |                               |           |                               |
| Rune Høydahl         | mannen                        | 11e       | 2:28.16                       |
|                      |                               |           |                               |
| Gunn-Rita Dahle      | vrouwen                       | 4e        | 1:53.50                       |
| Weg                  |                               |           |                               |
| Svein Gaute Hølestøl | wegwedstrijd (m)              | DNF       | niet gefinisht                |
|                      |                               |           |                               |
| Ingunn Bollerud      | wegwedstrijd (v)              | DNF       | niet gefinisht                |
| Ragnhild Kostøl      | wegwedstrijd (v)              | 18e       | 2:37.06                       |

### Worstelen
| Olympiër       | Discipline     | Resultaat      | Prestatie                                                                   |
| Grieks-Romeins | Grieks-Romeins | Grieks-Romeins | Grieks-Romeins                                                              |
| -------------- | -------------- | -------------- | --------------------------------------------------------------------------- |
| Jon Rønningen  | -52kg (m)      | 17e            | 1ste ronde: V van CUB Rivas: 0-5 herkansingen: V van GER Ter-Mkrtchyan: 0-9 |

### Zeilen
| Olympiër                                            | Discipline  | Resultaat | Prestatie                                  |
| --------------------------------------------------- | ----------- | --------- | ------------------------------------------ |
| Jorunn Horgen                                       | mistral (v) | 5e        | 31,0 punten: (7-8-4-4-3-1-8-4-PMS)         |
| Linda Konttorp                                      | europe (v)  | 7e        | 81,0 punten: (9-4-15-20-3-19-12-21-16-1-2) |
| Ida Andersen Linda Andersen                         | 470 (v)     | 10e       | 111,0 punten: (12-11-8-16-5-9-12-6-9-14-9) |
|                                                     |             |           |                                            |
| Peer Moberg                                         | laser       | Brons     | 46,0 punten: (1-7-9-1-9-10-1-21-3-5-11)    |
| Paul Davis Herman Horn Johannessen Espen Stokkeland | soling      | 9e        | 65,0 punten: (13-15-4-PMS-12-7-4-3-16-7)   |

### Zwemmen
| Olympiër                  | Discipline          | Resultaat | Prestatie                                             |
| ------------------------- | ------------------- | --------- | ----------------------------------------------------- |
| Børge Mørk                | 100m schoolslag (m) | 31e       | serie 3: 6de in 1.04,92                               |
| Børge Mørk                | 200m schoolslag (m) | 26e       | serie 4: 7de in 2.20,42                               |
|                           |                     |           |                                                       |
| Vibeke Lambersøy Johansen | 50m vrije slag (v)  | 17e       | serie 4: 2de in 26,22                                 |
| Vibeke Lambersøy Johansen | 100m vrije slag (v) | 18e       | serie 6: 8ste in 56,88                                |
| Irene Dalby               | 400m vrije slag (v) | 18e       | serie 5: 7de in 4.19,35                               |
| Irene Dalby               | 800m vrije slag (v) | 5e        | serie 2: 2de in 8.37,73 (NR) finale: 5de in 8.38,34   |
| Elin Austevoll            | 100m schoolslag (v) | 12e       | serie 6: 3de in 1.09,96 (NR) finale B: 4de in 1.10,27 |
| Terrie Miller             | 100m schoolslag (v) | 20e       | serie 6: 6de in 1.11,09                               |
| Elin Austevoll            | 200m schoolslag (v) | 18e       | serie 4: 6de in 2.32,48                               |
| Elin Austevoll            | 200m wisselslag (v) | 24e       | serie 2: 1ste in 2.19,81                              |

Afghanistan · Albanië · Algerije · Amerikaanse Maagdeneilanden · Amerikaans-Samoa · Andorra · Angola · Antigua‑Barbuda · Argentinië · Armenië · Aruba · Australië · Azerbeidzjan · Bahama's · Bahrein · Bangladesh · Barbados · België · Belize · Benin · Bermuda · Bhutan · Bolivia · Bosnië en Herzegovina · Botswana · Brazilië · Britse Maagdeneilanden · Brunei · Bulgarije · Burkina Faso · Burundi · Cambodja · Canada · Centraal-Afrikaanse Republiek · Chili · China · Chinees Taipei · Colombia · Comoren · Congo-Brazzaville · Cookeilanden · Costa Rica · Cuba · Cyprus · Denemarken · Djibouti · Dominica · Dominicaanse Republiek · Duitsland · Ecuador · Egypte · El Salvador · Equatoriaal-Guinea · Estland · Ethiopië · Fiji · Filipijnen · Finland · Frankrijk · Gabon · Gambia · Georgië · Ghana · Grenada · Griekenland · Groot-Brittannië · Guam · Guatemala · Guinee · Guinee-Bissau · Guyana · Haïti · Honduras · Hongarije · Hongkong · Ierland · IJsland · India · Indonesië · Irak · Iran · Israël · Italië · Ivoorkust · Jamaica · Japan · Jemen · Joegoslavië · Jordanië · Kaaimaneilanden · Kaapverdië · Kameroen · Kazachstan · Kenia · Kirgizië · Koeweit · Kroatië · Laos · Lesotho · Letland · Libanon · Liberia · Libië · Liechtenstein · Litouwen · Luxemburg ·  Macedonië · Madagaskar · Malawi · Malediven · Maleisië · Mali · Malta · Marokko · Mauritanië · Mauritius · Mexico · Moldavië · Monaco · Mongolië · Mozambique · Myanmar · Namibië · Nauru · Nederland · Nederlandse Antillen · Nepal · Nicaragua · Nieuw-Zeeland · Niger · Nigeria · Noord-Korea · Noorwegen · Oeganda · Oekraïne · Oezbekistan · Oman · Oostenrijk · Pakistan · Palestina · Panama · Papoea-Nieuw-Guinea · Paraguay · Peru · Polen · Portugal · Puerto Rico · Qatar · Roemenië · Rusland · Rwanda · Saint Kitts en Nevis · Saint Lucia · Saint Vincent en Grenadines · Salomonseilanden · Samoa · San Marino · Sao Tomé en Principe · Saoedi-Arabië · Senegal · Seychellen · Sierra Leone · Singapore · Slovenië · Slowakije · Soedan · Somalië · Spanje · Sri Lanka · Suriname · Swaziland · Syrië · Tadzjikistan · Tanzania · Thailand · Togo · Tonga · Trinidad en Tobago · Tsjaad · Tsjechië · Tunesië · Turkije · Turkmenistan · Uruguay · Vanuatu · Venezuela · Verenigde Arabische Emiraten · Verenigde Staten · Vietnam · Wit-Rusland · Zaïre · Zambia · Zimbabwe · Zuid-Afrika · Zuid-Korea · Zweden · Zwitserland